# Барбошина Поляна
Барбо́шина поля́на — местность в Самаре, на территории Промышленного района. С XIX века называлась Барбашина́ поляна, а с конца 1920-х годов до 2007 года — Поляна имени Михаила Фрунзе.
По итогам исследовательского проекта «Открывая город. Исследование естественной географии Самары» Поляна вошла в «Топ-10 лучших неформальных районов Самары», заняв 9 строчку рейтинга.

## История
Согласно археологическим раскопкам, во времена Золотой Орды (XIII—XIV вв.) в районе Барбашиной поляны существовало селище со смешанным русско-мордовским населением. Рядом с селищем образовался некрополь, который археологи называют сейчас Барбашинским могильником.
Согласно легендам, в этих местах, в дубраве на некотором удалении от волжского берега, находился стан повольников во главе с атаманом Богданом Барбо́шей, который в составе Яицкого войска в 1586 году участвовал в разгроме большого войска Ногайской Орды.
В конце XIX века на Барбашиной поляне появился одноимённый курорт. Здесь были кумысолечебницы, гостиницы, яхт-клуб, церковь, аптека. Тогда же эта местность стала официально именоваться Барбашино́й (Барбошино́й, Барбышино́й) поляной. Место стало популярным для дачного отдыха.
16 мая 1891 года Павел Александрович Преображенский написал в своём дневнике:
…Жарко, духота, пыль… Вчера мы порешили здесь свой дачный вопрос: ездили на лодке на так наз. Барбашину поляну, за 15 вёрст выше по Волге и там, в лесу, вблизи Волги, сняли помесячно две комнаты, из которых одна очень большая, и большую террасу. Столом предполагаем пользоваться готовым из полковой кухни (на Барбашиной поляне помещается военный кумыс); в случае надобности можно будет пользоваться кумысом, который здесь очень хорош… Сообщение с городом довольно облегчённое: на даче есть лошади и берут в город и обратно один рубль.

Газета «Голос Самары» в начале лета 1906 года писала:
«Единственное развлечение в свободное от занятий время самарская публика находит в прогулках на Барбашину поляну. Каждый праздничный день пароходы Седова и Лобастова, отходят битком набитые народом, нагруженным самоварами и съестными припасами.
Надо отдать справедливость, что посещающие Барбашину поляну действительно отдыхают на лоне природы, мирно распивая чаи и закусывая на вольном воздухе. О скандалах, происшествиях каких-нибудь и речи нет. Разве только изредка встретится вам подвыпивший человек, мирно беседующий сам с собою и выводящий неясные какофонические рулады. Жаль, что пароходчики отравляют всякое удовольствие своим чересчур небрежным отношением к интересам публики: ни разу, кажется, до сих пор пароходы не прибывали на Барбашину поляну в установленное расписанием время, что крайне неприятно для желающих в определённый час возвратиться в Самару».
В начале XX века в этом районе началось активное строительство дач, было разрушено множество захоронений Барбашинского могильника.
После Октябрьской революции курорт распался на отдельные здравницы, государственные дачи и базы отдыха, а Поляна стала носить имя одного из военачальников Красной армии Михаила Фрунзе. После Великой Отечественной войны эта местность вошла в городскую черту.
В 1990-е годы на Поляне появился крупный вещевой рынок, что повлияло на изменение трамвайных маршрутов «выходного дня». Летом 2007 года указом главы городского округа Самара Виктора Тархова Поляне имени Фрунзе было присвоено название «Барбошина поляна», отличающееся от дореволюционного как написанием, так и произношением.

## Барбошина поляна в культуре
- Художественный фильм 1940 года «Тимур и его команда» снимался в районе Барбошиной поляны (тогда — Поляны имени Фрунзе) в Самаре (тогда — Куйбышева)[12][13].
- Барбошина поляна является одним из мест действия в повести Валентины Осеевой «Динка».

## Улицы
- Девятая просека (а также её линии и малые линии)
- Девятая малая просека
- Сквозная
- Красильникова
- Ольховская
- Почтовая
- Солнечная
- Ново-Садовая
- Георгия Димитрова
- проспект Кирова

## Здания и сооружения

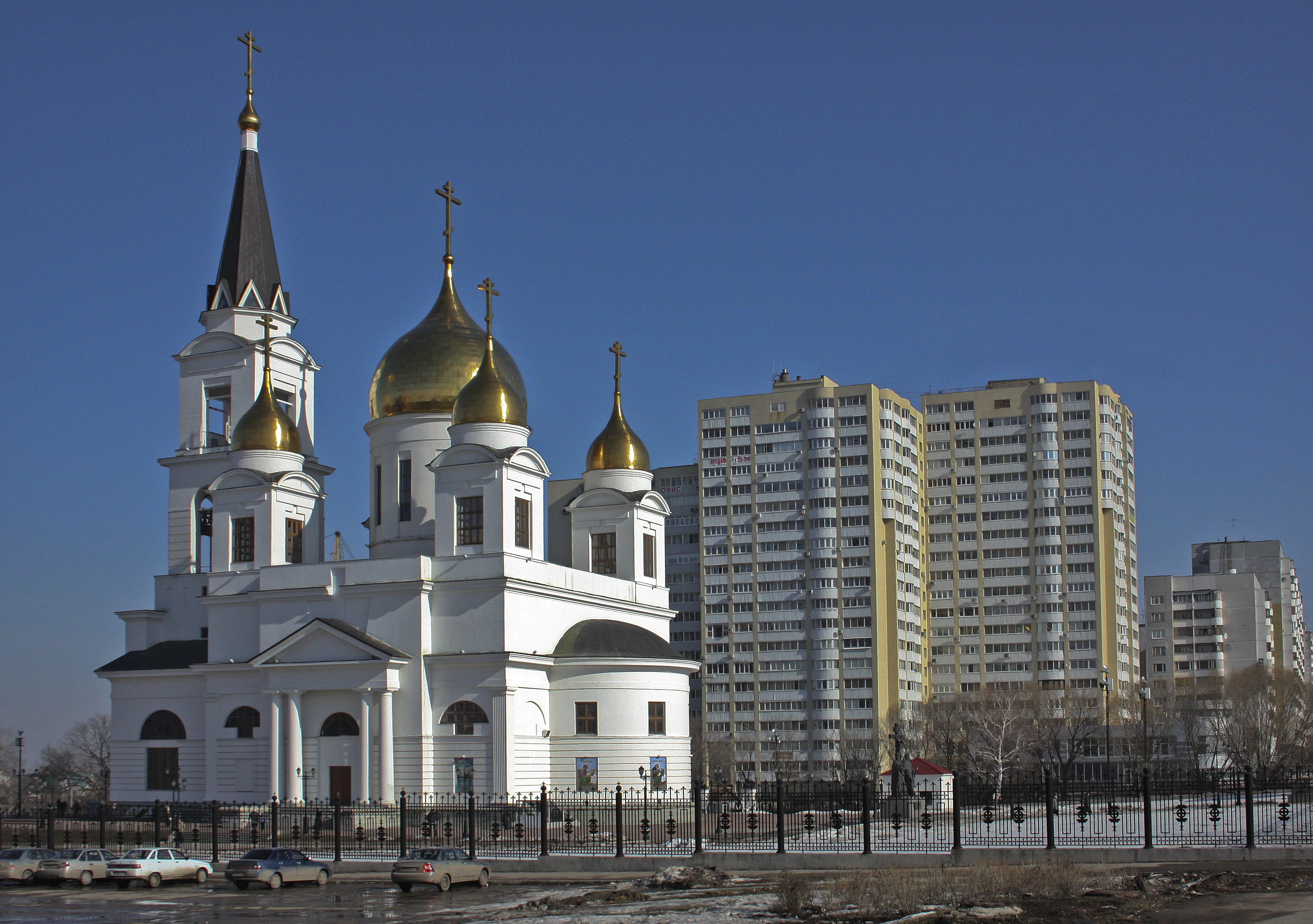
Кирилло-Мефодиевский собор на Поляне

- Собор равноапостольных Кирилла и Мефодия (Ново-Садовая ул., 260).
- Самарский областной онкологический диспансер (Солнечная ул., 50).
- Торговый центр «Поляна» (Ново-Садовая ул., 389).
- Санаторий «Самарский» (Девятая просека, 5-я линия, 4).
- Санаторий имени В. П. Чкалова (Девятая просека).

По состоянию на 2015 год, площадь 2,85 га в границах проспекта Кирова, Ново-Садовой улицы и жилой застройки в Промышленном районе планируется занять торговым центром и автостоянкой.

## Транспорт
Трамвайные пути были впервые проложены до поляны им. Фрунзе в 1954 г..
Сейчас Барбошина поляна имеет важное транспортное значение для города. Здесь находятся троллейбусное кольцо, трамвайное кольцо (с диспетчерским пунктом), через Поляну проходит большой поток автомобильного транспорта (в основном по улице Ново-Садовой и проспекту Кирова). От Поляны отправляются автобусы в аэропорт Курумоч.
Улица Девятая просека пятая линия соединяет Барбошину поляну с одноимённой пристанью на реке Волге и пляжем.